# كريس شولر
كريس شولر (بالإنجليزية: Chris Schuler)‏ (6 سبتمبر 1987 بسانت لويس في الولايات المتحدة - ) هو لاعب كرة قدم أمريكي في مركز الدفاع. لعب مع ريال سالت ليك وريال موناركس وAC St. Louis ‏ وChicago Fire U-23 ‏.

## روابط خارجية
- كريس شولر على موقع الدوري الأمريكي (الإنجليزية)
- كريس شولر على موقع قاعدة بيانات كرة القدم.إي يو (الإنجليزية)
- كريس شولر على موقع Soccerway.com (الإنجليزية)